# Аугст
Аугст (нім. Augst) — громада  в Швейцарії в кантоні Базель-Ланд, округ Лісталь.

## Географія
Громада розташована на відстані близько 70 км на північ від Берна, 6 км на північ від Лісталя.
Аугст має площу 1,7 км², з яких на 40,7% дозволяється будівництво (житлове та будівництво доріг), 35,2% використовуються в сільськогосподарських цілях, 6,8% зайнято лісами, 17,3% не є продуктивними (річки, льодовики або гори).

## Демографія
2019 року в громаді мешкало 1042 особи (+20,3% порівняно з 2010 роком), іноземців було 23%. Густота населення становила 632 осіб/км².
За віковим діапазоном населення розподілялося таким чином: 13,7% — особи молодші 20 років, 60,6% — особи у віці 20—64 років, 25,7% — особи у віці 65 років та старші. Було 526 помешкань (у середньому 2 особи в помешканні).
Із загальної кількості 784 працюючих 19 було зайнятих в первинному секторі, 519 — в обробній промисловості, 246 — в галузі послуг.